# Heteropoda nigriventer
Heteropoda nigriventer är en spindelart som beskrevs av Pocock 1897. Heteropoda nigriventer ingår i släktet Heteropoda och familjen jättekrabbspindlar.
Artens utbredningsområde är Sulawesi. Inga underarter finns listade i Catalogue of Life.